# Танайковский сельсовет
Танайковский сельсове́т — упразднённое сельское поселение в составе Перевозского района Нижегородской области России. Административный центр — село Танайково.

## История
Статус и границы сельского поселения установлены Законом Нижегородской области от 15 июня 2004 года № 60-З «О наделении муниципальных образований — городов, рабочих посёлков и сельсоветов Нижегородской области статусом городского, сельского поселения».
Законом Нижегородской области от 28 августа 2009 года № 134-З сельские поселения Танайковский сельсовет и Шпилевский сельсовет объединены в сельское поселение Танайковский сельсовет.
Законом Нижегородской области от 31 мая 2017 года № 64-З, 13 июня 2017 года были преобразованы, путём их объединения, все муниципальные образования Перевозского муниципального района — городское поселение город Перевоз, Дзержинский, Дубской, Ичалковский, Палецкий, Танайковский, Тилининский и Центральный сельсоветы — в городской округ Перевозский.

## Население
| 2002  | 2010  | 2012  | 2013  | 2014  | 2015  | 2016  |
| ----- | ----- | ----- | ----- | ----- | ----- | ----- |
| 1406  | ↘1146 | ↗1158 | ↘1155 | ↗1171 | ↘1147 | ↗1152 |
| 2017  |       |       |       |       |       |       |
| ↗1192 |       |       |       |       |       |       |

## Состав сельского поселения
| №  | Населённый пункт | Тип населённого пункта       | Население |
| -- | ---------------- | ---------------------------- | --------- |
| 1  | Беляниха         | деревня                      | ↘64       |
| 2  | Борок            | посёлок                      | ↘83       |
| 3  | Гридино          | село                         | ↘51       |
| 4  | Карташиха        | деревня                      | ↘82       |
| 5  | Киселиха         | деревня                      | ↘39       |
| 6  | Медведково       | деревня                      | ↘12       |
| 7  | Нерослиха        | деревня                      | →0        |
| 8  | Орлово           | деревня                      | ↘13       |
| 9  | Сквозново        | деревня                      | ↘29       |
| 10 | Танайково        | село, административный центр | ↘461      |
| 11 | Фатьянково       | деревня                      | ↘4        |
| 12 | Шпилево          | село                         | ↘308      |